# Hoàng đế Đức
Hoàng đế Đức, đôi khi cũng gọi là Đức hoàng (tiếng Đức: Deutscher Kaiser) là tước hiệu chính thức của nguyên thủ quốc gia hay nói cách khác là vua của Đế quốc Đức - tức "Đế chế thứ hai" của người Đức, mở đầu với sự đăng quang của Hoàng đế Wilhelm I (còn gọi là Wilhelm Đại Đế) trong cuộc Chiến tranh Pháp-Phổ vào ngày 18 tháng 1 năm 1871 tại cung điện Versailles, và kết thúc với sự kiện Hoàng đế Wilhelm II chính thức thoái vị vào ngày 18 tháng 11 năm 1918. Trong suốt lịch sử tồn tại của mình, Đế quốc Đức đã trải qua ba đời Hoàng đế thuộc triều đại nhà Hohenzollern của Vương quốc Phổ. Hoàng đế Đức được xem là vị quân chủ hùng mạnh nhất của châu Âu trong thời kỳ ấy.
Hoàng đế nắm phần lớn quyền thống trị Đế quốc Đức. Trong khi sự đăng cơ của Hoàng đế Wilhelm I đánh dấu đại thắng của dân tộc Đức trước quân Pháp cũng như sự thắng lợi hoàn toàn của công cuộc thống nhất nước Đức, việc Hoàng đế Wilhelm II thoái ngôi đã đánh dấu sự kết thúc của chế độ quân chủ Phổ - Đức.
Ngoài ra, nhiều tài liệu cũng sử dụng từ "Hoàng đế Đức" khi viết về các vị Hoàng đế La Mã Thần thánh ("Đế chế thứ nhất" của người Đức). Thực ra, các vị này kiêm nhiệm ngôi Quốc vương Đức.

## Khởi thủy

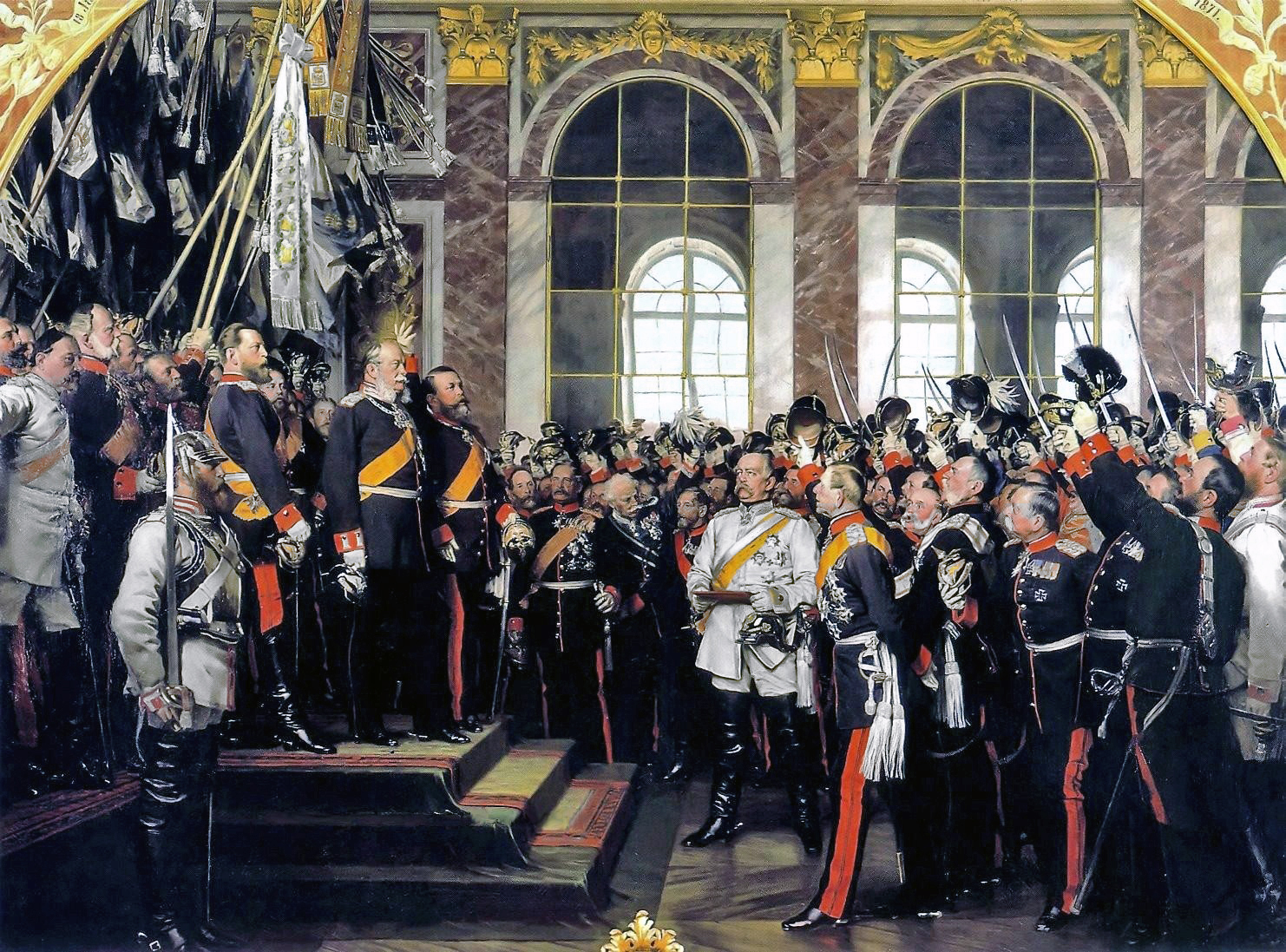
Wilhelm I được suy tôn làm Hoàng đế Đức trong Phòng Gương ở cung điện Versailles, Pháp (họa phẩm của nhà họa sĩ Anton von Werner).

Tước hiệu "Hoàng đế Đức" đã được Thủ tướng Otto von Bismarck chắt lọc kỹ lưỡng sau những cuộc bàn cãi cho đến khi (và cả sau khi) vua nước Phổ là Wilhelm I đăng ngôi Hoàng đế (Kaiser - xuất phát từ danh hiệu Caesar của các Hoàng đế La Mã cổ đại). Wilhelm I - vị vua sáng lập ra Đế quốc Đức- đã miễn cưỡng chấp thuận đế hiệu này do ông muốn gọi là "Vua của Đức" (König der Deutschen) - một đế hiệu không được các vua chúa Liên bang Đức chấp nhận, và sẽ chứng tỏ yêu sách của Hoàng đế đối với các lãnh thổ bên ngoài đế quốc của ông (Áo, Liên bang Thụy Sĩ, Luxembourg,…). Danh hiệu Vua của người Đức (König in Germanien), được đề xuất hồi năm 1848, cũng phải loại bỏ do vua Đức coi mình là được lựa chọn "Do Ân điển của Chúa", chứ không phải là do nhân dân như trong một nước Cộng hòa Dân chủ.
Lễ thành lập Đế quốc Đức diễn ra ở cung điện Versailles (Pháp) vào năm 1871, và không phải là ngẫu nhiên mà Bismarck chọn nơi này. Như mọi học sinh Đức đều biết, một thế kỷ trước thời Napoléon Bonaparte, vua Louis XIV của Pháp - người đã xây nên cung điện Versailles - đã xâm lược nước Đức, lăng mạ các Vương hầu Đức. Qua đó, sự kiện này thể hiện sự "trả đũa" của người Đức đối với các cuộc xâm lăng của Louis XIV và Napoléon, cũng như là sự lăng nhục mà người Phổ dành cho Pháp - quốc gia lớn mạnh nhất châu Âu đã bị Phổ đánh bại trong cuộc Chiến tranh Pháp-Phổ. Với cuộc đăng quang này, vị Hoàng đế chiến thắng đã nhận được chiếc "Vương miện của Charlemagne và Barbarossa" trong khi Liên bang Bắc Đức (Norddeutscher Bund) được chuyển đổi thành Đế quốc Đức (Deutsches Kaiserreich). Đế quốc này là một quốc gia Liên bang; Hoàng đế là nguyên thủ quốc gia và cũng là vị Chủ tịch của các vua chúa Liên bang (các vị Quốc vương xứ Bayern, Württemberg, Sachsen, các Đại Công tước xứ Baden, Mecklenburg, Hesse, cũng như nhiều Công quốc do Vương công hoặc Công tước cai quản, các thành phố tự do Hamburg, Lübeck và Bremen). Trong Đế chế Đức, Hoàng đế nắm phần lớn quyền hành (chẳng hạn như quyền bổ nhiệm các quan đại thần và Thủ tướng Chính phủ, quyền tuyên bố chiến tranh và thiết lập hòa bình, quyền điều hành đường lối đối ngoại,…), trong khi Quốc hội (Reichstag) đóng vai trò quan trọng về tài chính và thuế khóa. Qua đó, Bismarck được xem là đã thành công trong việc xây dựng Vương triều của một vị Hoàng đế chuyên quyền.
Hoàng đế Wilhelm I luôn thỏa mãn với việc trị vì đất nước trong khi Bismarck thực sự cầm quyền. Dưới sự thống trị của hai ông, chính thể chuyên chế của Đế quốc Đức được vững tồn. Trong các nước lớn (ngoại trừ Đế quốc Nga), Đức thực sự là quốc gia duy nhất còn đứng vững trước phong trào Cách mạng và các yêu sách dân chủ của quần chúng. Trong lịch sử Đệ nhị Đế chế Đức có năm 1888 được gọi là "Năm ba Hoàng đế" do vào năm ấy Hoàng đế Friedrich III lên kế vị vua cha Wilhelm I trong một thời gian ngắn rồi bệnh mất, để lại ngôi Hoàng đế cho con ông là Wilhelm II. Ông là vị nguyên thủ hùng mạnh nhất ở châu Âu thời đó. Không những là cháu trai của vị Hoàng đế đầu tiên của Đế quốc Đức - Wilhelm I và Nữ hoàng Victoria của Anh (do mẹ ông là con gái trưởng của Victoria), Hoàng đế Wilhelm II còn là người thuộc dòng dõi các Sa hoàng Nga (Tsar). Bản chất của Nhà nước quân chủ Đức có thể được thấy qua lời diễn văn của Wilhelm II vào năm 1890: "Duy chỉ có một người làm chủ Đế quốc này và Trẫm sẽ không thể khoan dung cho những người khác". Trong cuộc Chiến tranh thế giới thứ nhất, sau khi đại phá quân Nga trong trận Tannenberg (1914), Thống chế Paul von Hindenburg và Thượng tướng Bộ binh Erich Ludendorff đã nổi lên mạnh mẽ, và sau khi lên nắm binh quyền vào năm 1916, hai ông đã chấn chỉnh đáng kể tình hình bất lợi cho Quân đội Đế quốc Đức sau thất bại trong trận Verdun. Hai ông được Hoàng đế trao cho quyền lực chính trị vào đầu năm 1917 và trở thành những nhà độc tài quân sự trên thực tế của nước Đức, chi phối Đế quyền. Mặt khác, Chiến dịch Tổng tấn công Mùa xuân 1918 của Ludendorff - mở đầu với thắng lợi vang dội của quân Đức - đã được đặt tên là Trận chiến của Hoàng đế (Kaiserschlacht), và một bức tranh tuyên truyền của Đức đã cho thấy vị Hoàng đế nước Đức tích cực tham gia lập kế hoạch cho Chiến dịch ấy. Dù sao đi chăng nữa, dẫu cho Hoàng đế thường hay vượt qua các giới hạn mà Hiến pháp Đức quy định và tích cực tận dụng Đế quyền theo các điều khoản của Hiến pháp sau năm 1900, dần dần ông không còn quyền trị nước nữa trong chiến tranh, khiến cho ông trở thành một "Hoàng đế bóng mờ" (Schattenkaiser). Sau thất bại của Chiến dịch Mùa xuân năm 1918, nước Đức cận kề thất bại, phe Hiệp Ước chủ trương trừng trị Đức thật khắt khe chừng nào Hoàng đế Wilhelm II vẫn còn trị vì nước Đức, buộc người Đức phải mở rộng quyền lực của Quốc hội. Song, phe Hiệp Ước vẫn nhất quyết không chịu từ bỏ chủ trương trên. Dù Wilhelm II không muốn thoái vị, phong trào Cách mạng Đức bùng nổ dẫn tới sự thoái vị của ông, đánh dấu sự kết thúc của 3 thập kỷ trị vì của vị Hoàng đế cuối cùng của Vương triều Hohenzollern nói riêng và của nước Đức nói chung.
Chữ "the Kaiser" được dùng phổ biến trong các tài liệu tiếng Anh để chỉ Hoàng đế Wilhelm II, và thậm chí trở thành một từ vựng tiếng Anh. Cuốn tiểu sử Kaiser Wilhelm II: Germany's Last Emperor của tác giả John Van der Kiste cũng giữ nguyên đế hiệu của các vị Hoàng đế Đức như Wilhelm II là Kaiser trong khi dịch đế hiệu của các vị Hoàng đế Áo ra Emperor, và có ghi chú rằng điều đó giúp người đọc không bị nhầm lẫn giữa các vị quân chủ Đức và Áo. Khái niệm chủ nghĩa Hoàng đế (Kaiserism) trong Anh ngữ cũng được dùng cho chế độ chuyên quyền và các chính sách của Hoàng đế Đức, hoặc cũng được định nghĩa là chế độ cai trị chuyên chế.

## Các vị Hoàng đế Đức (1871–1918)
| Chân dung | Tên           | Bắt đầu trị vì      | Kết thúc trị vì      | Quan hệ với (các) bậc tiên đế                         |
| --------- | ------------- | ------------------- | -------------------- | ----------------------------------------------------- |
|           | Wilhelm I     | 18 tháng 1 năm 1871 | 9 tháng 3 năm 1888   | • Không (Hoàng đế đầu tiên)                           |
|           | Friedrich III | 9 tháng 3 năm 1888  | 15 tháng 6 năm 1888  | • Con trai của Wilhelm I                              |
|           | Wilhelm II    | 15 tháng 6 năm 1888 | 18 tháng 11 năm 1918 | • Cháu nội của Wilhelm I • Con trai của Friedrich III |